# إينوكيتي أنينسكي
إينوكيتي فيودوروفيتش أنينسكي (1 سبتمبر 1855 - 13 ديسمبر 1909) (الروسية: Инноке́нтий Фёдорович А́нненский، أصد: [ɪnɐˈkʲenʲtʲɪj ˈfʲɵdərəvʲɪtɕ ˈanʲɪnskʲɪj] ) كان شاعرًا وناقدًا ومترجمًا، ممثلاً للموجة الأولى للرمزية الروسية.
كان تأثيره كبيرا على الجيل الأول من شعراء ما بعد الرمزية (آنا أخماتوفا، أوسيب ماندلشتام، نيكولاي غوميليوف).

## روابط خارجية
- إينوكيتي أنينسكي على موقع ميوزك برينز (الإنجليزية)
- إينوكيتي أنينسكي على موقع ديسكوغز (الإنجليزية)
- Works of Innokenty Annensky - in Russian
- Works and Biography of Innokenty Annensky - in Russian
- Biography of Annensky - in Russian
- Yevgeny Bonver Translations of Annensky -in English
- Biography of Annensky- in English
- English translations of 4 poems
- Another translation of "Amid Worlds"